# Атмень
Атме́нь (рос. Атмень, чув. Этмен) — виселок у складі Аліковського району Чувашії, Росія. Входить до складу Шумшеваського сільського поселення.
Населення — 26 осіб (2010; 35 у 2002).
Національний склад:
- чуваші — 100 %